# Cabinet de Niue
Le cabinet est l'organe du pouvoir exécutif à Niue.

## Rôle et composition
La Constitution entrée en vigueur en 1974, date de l'obtention du statut de libre association à la Nouvelle-Zélande par cette ancienne colonie, dispose que le cabinet est composé de quatre membres : le Premier ministre et trois autres ministres (art. 2). Le Premier ministre est élu par et parmi les membres du Parlement de Niue à l'issue des élections législatives, qui ont lieu tous les trois ans. Le Premier ministre ne peut rester en fonction que s'il demeure député au Parlement (art. 4). Le nouveau Premier ministre choisit parmi les députés ses trois autres ministres, avec leur accord, et ils sont alors formellement nommés par le président du Parlement (art. 5).
Le cabinet est responsable face au Parlement (art. 3), Niue étant une démocratie parlementaire fondée sur le modèle de Westminster. Le Parlement peut démettre le Premier ministre et son cabinet à tout moment par une motion de défiance (art. 6).
Le pouvoir exécutif est formellement investi en la personne du roi de Nouvelle-Zélande, qui le délègue au gouverneur général de Nouvelle-Zélande. Celui-ci est ainsi formellement le représentant de la Couronne à Niue ainsi qu'en Nouvelle-Zélande (art. 1). La Constitution dispose que le pouvoir exécutif s'exerce dans le cadre de la Constitution, et « peut être exercé au nom de Sa Majesté par le Cabinet », qui dispose ainsi du pouvoir de « la direction générale et [du] contrôle du gouvernement exécutif de Niue » (art. 2).

## Cabinet actuel
Largement réélu Premier ministre après les élections législatives de 2023, Dalton Tagelagi nomme le premier gouvernement paritaire de l'histoire du pays le 12 mai, avec deux femmes parmi les quatre ministres et deux femmes également parmi les quatre ministres adjoints : 
| Fonction | Ministre        | Remarques | Adjoint                 |
| --- | --------------- | --------- | ----------------------- |
| Premier ministre, Ministre chargé des Relations avec le Parlement, Ministre de la Police et de la Gestion des catastrophes naturelles, Ministre des Entreprises publiques et du Tourisme, Ministre de la Lutte contre le réchauffement climatique, Ministre de la Gestion des fonds publics | Dalton Tagelagi |           | Sinahemana Hekau        |
| Ministre des Finances et de la Planification économique, Ministre des Infrastructures, de l'Énergie et de l'Eau, Ministre de l'Immigration et des Douanes, Ministre du Service public, Ministre du Secteur privé                                                                            | Crossley Tatui  |           | Ricky Makani            |
| Ministre des Ressources naturelles, de l'Agriculture, de la Sylviculture et des Pêcheries, Ministre de l'Environnement | Mona Ainu’u     |           | Emani Fakaotimanava-Lui |
| Ministre des Services sociaux, Ministre de la Justice, Ministre de la Culture et du Patrimoine, Ministre de la Santé, Ministre de l'Éducation, Ministre des Autorités villageoises, Ministre des Sports                                                                                     | Sonya Talagi    |           | Maureen Melekitama      |

## Cabinets précédents

### Premier gouvernement Rex (1972-1975)
Avant 1972, Niué a un conseil exécutif mais son autorité est subordonnée à celle du commissaire résident néo-zélandais. Robert Rex, déjà chef du gouvernement avant cette date, est reconduit par l'Assemblée législative à la tête d'un gouvernement disposant désormais de l'autonomie politique sur le plan de la politique intérieure après les élections législatives de 1972. Le gouvernement qu'il nomme en mai 1972 est le suivant :
| Fonction | Ministre        | Remarques |
| --- | --------------- | --------- |
| Chef des Affaires du Gouvernement (Leader of Government Business), Ministre des Finances, Ministre de l'Administration publique | Robert Rex      |           |
| Ministre du Développement économique, Ministre de l'Éducation, Ministre de l'Agriculture                                        | Young Vivian    |           |
| Ministre de la Santé, Ministre de la Justice, Ministre de la Radio et des Postes                                                | Enetama Lipitoa |           |
| Ministre des Travaux publics, Ministre de la Police                                                                             | Frank Lui       |           |

Ce gouvernement obtient de la Nouvelle-Zélande que Niué devienne en octobre 1974 un État en libre association avec elle, de fait indépendant en matière de politique intérieure, avant les élections de 1975,. Le gouvernement souhaitant développer l'économie de l'île grâce au tourisme, un ministère du Tourisme est créé en 1974 et confié à Young Vivian.

### Deuxième gouvernement Rex (1975-1978)
Le gouvernement conserve sa majorité parlementaire aux élections de 1975. Reconduit au poste de Premier ministre par les députés, Robert Rex nomme le gouvernement suivant :
| Fonction | Ministre        | Remarques |
| --- | --------------- | --------- |
| Premier ministre, Ministre des Finances, Ministre de l'Immigration, de l'Émigration, des Douanes et du Commerce extérieur, Ministre de l'Information, Ministre de la Police et des Prisons, Ministre des Transports | Robert Rex      |           |
| Ministre du Développement économique, Ministre de l'Éducation, Ministre de l'Agriculture | Young Vivian    |           |
| Ministre de la Santé, Ministre de la Justice, Ministre des Autorités locales, Ministre des Terres, Ministre de la Radio                                                                                             | Enetama Lipitoa |           |
| Ministre des Travaux publics, Ministre du Tourisme, Ministre de la Sylviculture et des Pêcheries, Ministre de l'Énergie                                                                                             | Frank Lui       |           |

### Troisième gouvernement Rex (1978-1981)
Ce gouvernement, issu des élections législatives de 1978, est le suivant. :
| Fonction | Ministre          | Remarques |
| --- | ----------------- | --------- |
| Premier ministre, Ministre des Finances, Ministre du Commerce extérieur et des Douanes, Ministre des Transports, Ministre du Logement, Ministre de l'Information, Ministre de la Police, Ministre de l'Immigration | Robert Rex        |           |
| Ministre de la Justice, Ministre de l'Éducation, Ministre du Développement économique, Ministre des Autorités locales, Ministre des Terres                                                                         | Enetama Lipitoa   |           |
| Ministre du Tourisme, Ministre de l'Agriculture, Ministre de la Sylviculture Ministre des Postes et des Télécommunications                                                                                         | Frank Lui         |           |
| Ministre de la Santé, Ministre de la Culture, Ministre des Pêcheries, Ministre de la Jeunesse et des Sports | Robert Rex Junior |           |

### Quatrième gouvernement Rex (1981-1984)
Ce gouvernement, issu des élections législatives de 1981, est le suivant. :
| Fonction | Ministre          | Remarques |
| --- | ----------------- | --------- |
| Premier ministre, Ministre des Finances, Ministre du Commerce extérieur et des Douanes, Ministre des Transports, Ministre du Logement, Ministre de l'Information, Ministre de la Police, Ministre de l'Immigration | Robert Rex        |           |
| Ministre de la Justice, Ministre du Développement économique, Ministre des Autorités locales, Ministre des Terres                                                                                                  | Enetama Lipitoa   |           |
| Ministre du Tourisme, Ministre de l'Éducation, Ministre de la Sylviculture Ministre des Postes et des Télécommunications                                                                                           | Frank Lui         |           |
| Ministre de la Santé, Ministre de la Culture, Ministre de l'Agriculture, Ministre des Pêcheries, Ministre de la Jeunesse et des Sports                                                                             | Robert Rex Junior |           |

### 1984-1993
Robert Rex demeure Premier ministre jusqu'à sa mort en décembre 1992, mais le détail des gouvernements entre 1984 et 1993 n'est pas actuellement disponible.

### Premier et deuxième gouvernements Lui (1993-1999)
L'Assemblée issue des élections législatives de 1993 élit Frank Lui Premier ministre, par onze voix contre neuf pour le Premier ministre sortant Young Vivian. O'love Jacobsen, Terry Coe et Sani Lakatani sont les députés intégrés comme ministres à son gouvernement, mais la répartition des ministères entre eux n'est pas connue,.

### Gouvernement Lakatani (1999-2002)
Les députés élus en 1999 élisent Sani Lakatani Premier ministre, avec quatorze voix contre six pour la candidate de la majorité sortante, O'love Jacobsen. Le nouveau Premier ministre nomme le gouvernement suivant :
| Fonction | Ministre          | Remarques | Assistant                                                                        |
| --- | ----------------- | --------- | -------------------------------------------------------------------------------- |
| Premier ministre, Ministre des Finances et du Développement économique, Ministre des Affaires étrangères, Ministre des Banques extraterritoriales, Ministre du Tourisme, Ministre de l'Aviation civile, de la Poste et des Télécommunications | Sani Lakatani     |           | Toke Talagi (développement économique et aviation civile), Hima Douglas (divers) |
| Vice-Premier ministre, Ministre de l'Éducation, Ministre des Arts et des Cultures, Ministre des Affaires locales, des Femmes et de la Jeunesse, Ministre de l'Environnement                                                                   | Young Vivian      |           |                                                                                  |
| Ministre des Services administratifs et des Travaux publics, Ministre de l'Agriculture, des Pêcheries et de la Sylviculture, Ministre de l'Emploi, Ministre de la Radiodiffusion                                                              | Dion Taufitu      |           |                                                                                  |
| Ministre de la Santé, Ministre de la Commission au service public, Ministre de la Justice, Ministre des Terres et du Cadastre, Ministre du Fret maritime et du Commerce extérieur, Ministre de la Police et de l'Immigration                  | Robert Rex Junior |           |                                                                                  |

### Deuxième gouvernement Vivian (2002-2005)
Après les élections de 2002, le vice-Premier ministre sortant Young Vivian est élu Premier ministre par quatorze voix contre six pour Hunukitama Hunuki. Young Vivian nomme le gouvernement suivant, dont les détails ne sont pas connus :
| Fonction                                                                 | Ministre              | Remarques |
| ------------------------------------------------------------------------ | --------------------- | --------- |
| Premier ministre                                                         | Young Vivian          |           |
| Vice-Premier ministre                                                    | Sani Lakatani         |           |
| Ministre des Finances, Ministre de l'Éducation, Ministre de la Santé     | Toke Talagi           |           |
| Ministre des Travaux publics, Ministre de l'Agriculture et des Pêcheries | Bill Vakaafi Motufoou |           |

### Troisième gouvernement Vivian (2005-2008)
À la suite des élections législatives de 2005, Young Vivian est réélu Premier ministre avec les voix de dix-sept députés, contre trois pour la candidate de l'opposition, O'love Jacobsen. Il reconduit deux de ses ministres (Bill Vakaafi Motufoou et Fisa Pihigia), mais écarte son précédent ministre des Finances Toke Talagi. La composition de ce gouvernement est la suivante : 
| Fonction                                                                                   | Ministre              | Remarques |
| ------------------------------------------------------------------------------------------ | --------------------- | --------- |
| Premier ministre, Ministre des Finances et de l'Économie, Ministre des Affaires étrangères | Young Vivian          |           |
| Ministre de la Santé et des Affaires sociales                                              | Fisa Pihigia          |           |
| Ministre de l'Éducation et de la Culture                                                   | Va'inga Tukuitoga     |           |
| Ministre de l'Agriculture et des Pêcheries                                                 | Bill Vakaafi Motufoou |           |

### Premier gouvernement Talagi (2008-2011)
À la suite des élections législatives de 2008, Young Vivian échoue à être reconduit au poste de Premier ministre : Les députés lui préfèrent Toke Talagi, par quatorze voix contre cinq et une abstention. Il nomme le gouvernement suivant, :
| Fonction | Ministre        | Remarques |
| --- | --------------- | --------- |
| Premier ministre, Ministre des Finances et de l'Économie, Ministre des Affaires étrangères, Ministre de la Police et de la Sécurité nationale, Ministre du Tourisme, Ministre de l'Environnement et du Changement climatique, Ministre de la Jeunesse et des Sports | Toke Talagi     |           |
| Ministre de la Santé, Ministre des Travaux publics, Ministre des Affaires féminines | O'love Jacobsen |           |
| Ministre de l'Éducation, Ministre des Affaires sociales, Ministre de la Justice, Ministre des Terres, Ministre du Transport maritime | Togia Sioneholo |           |
| Ministre de l'Agriculture et des Pêcheries, Ministre de la Poste et des Télécommunications, Ministre des Services administratifs | Pokotoa Sipeli  |           |

### Deuxième gouvernement Talagi (2011-2014)
À la suite des élections législatives de 2011, Toke Talagi est réélu Premier ministre avec les voix d'onze députés, contre huit pour Togia Sioneholo. Il nomme le gouvernement suivant, ne pouvant reconduire O'love Jacobsen qui est désormais haute commissaire (ambassadrice) de Niue en Nouvelle-Zélande :
| Fonction | Ministre         | Remarques |
| --- | ---------------- | --------- |
| Premier ministre, Ministre des Finances et de l'Économie, Ministre des Affaires étrangères, Ministre de la Police et de la Sécurité nationale, Ministre de l'Environnement et du Changement climatique | Toke Talagi      |           |
| Ministre de la Santé et des Affaires sociales | Joan Viliamu     |           |
| Ministre de l'Agriculture et des Pêcheries, Ministre de l'Éducation | Pokotoa Sipeli   |           |
| Ministre de la Justice, Ministre des Travaux publics | Halene Magatogia |           |

### Troisième gouvernement Talagi (2014-2017)
À la suite des élections législatives de 2014, Toke Talagi est réélu Premier ministre avec les voix de douze députés, contre huit pour Stanley Kaulani. Il nomme le gouvernement suivant :
| Fonction | Ministre        | Remarques                       |
| --- | --------------- | ------------------------------- |
| Premier ministre, Ministre des Finances et de l'Économie, Ministre des Affaires étrangères, Ministre de la Police              | Toke Talagi     |                                 |
| Ministre de la Santé et des Affaires sociales, Ministre de la Justice, Ministre de la Culture de Niue, Ministre de l'Éducation | Pokotoa Sipeli  | Assisté par Joan Viliamu        |
| Ministre des Ressources naturelles, Ministre de l'Agriculture et des Pêcheries, Ministre de l'Environnement                    | Billy Talagi    | Assisté par Halene Magatogia    |
| Ministre des Infrastructures, des Transports, des Communications et des Services publics                                       | Dalton Tagelagi | Assisté par Talaititama Talaiti |

### Quatrième gouvernement Talagi (2017-2020)
À la suite des élections législatives de 2017, Toke Talagi conserve la confiance des députés pour un quatrième mandat de Premier ministre, recueillant quinze voix contre cinq pour O'love Jacobsen. Il reconduit ses ministres sortants, mais en redistribuant entre eux leurs portefeuilles précédents, formant le gouvernement suivant, :
| Fonction | Ministre        | Remarques                       |
| --- | --------------- | ------------------------------- |
| Premier ministre, Ministre des Finances et de l'Économie, Ministre des Affaires étrangères, Ministre de la Police et de la Sécurité nationale       | Toke Talagi     | Assisté par Maureen Melekitama  |
| Ministre de la Santé et des Affaires sociales, Ministre de la Justice, Ministre de la Culture de Niue, Ministre de l'Éducation, Ministre des Terres | Billy Talagi    | Assisté par Talaititama Talaiti |
| Ministre des Ressources naturelles, Ministre de l'Agriculture et des Pêcheries, Ministre de l'Environnement                                         | Dalton Tagelagi | Assisté par Mona Ainu'u         |
| Ministre des Infrastructures, des Transports, des Communications et des Services publics                                                            | Pokotoa Sipeli  | Assisté par Peter Funaki        |

### Premier gouvernement Tagelagi (2020-2023)
À la suite des élections législatives de 2020, Dalton Tagelagi, jusque là ministre de l'Agriculture et de l'Environnement, est élu Premier ministre avec les voix de treize députés, contre sept pour la candidate de l'opposition, O'love Jacobsen. Il nomme à son gouvernement Mona Ainu’u, jusque là ministre adjointe, et Sauni Togatule, nouveau venu en politique après avoir été haut fonctionnaire au département ministériel de l'Environnement. Il crée enfin la surprise en confiant un ministère à un membre de l'opposition, Crossley Tatui. La composition de ce gouvernement est ainsi la suivante,, : 
| Fonction | Ministre        | Remarques |
| --- | --------------- | --------- |
| Premier ministre, Ministre de l'Intérieur, Ministre du Logement, Ministre du Tourisme                        | Dalton Tagelagi |           |
| Ministre des Finances, Ministre des Infrastructures, de l'Économie et du Commerce, Ministre de l'Immigration | Crossley Tatui  |           |
| Ministre des Ressources naturelles                                                                           | Mona Ainu’u     |           |
| Ministre des Services sociaux                                                                                | Sauni Togatule  |           |

Le Premier ministre ne nomme aucun ministre adjoint, se contentant ainsi d'un gouvernement resserré de quatre membres. En février 2022, toutefois, il nomme John Tiakia ministre adjoint auprès de Crossley Tatui, pour une durée de six mois seulement, et le charge de seconder le ministre dans ses fonctions liées aux infrastructures publiques, « pour accélérer le traitement de la longue liste de projets prioritaires et la charge de travail en attente au ministère », mais aussi de « superviser les politiques du gouvernement en matière de commerce extérieur ». Cette nomination fait suite au départ à la retraite de personnels de l'administration publique chargés des équipements publics et de la gestion de l'eau et de l'énergie, notamment, et à la vacance de leurs postes dans ce très petit pays dont la population décroît en raison de l'émigration vers la Nouvelle-Zélande,.